# دان أريكسون
دان أريكسون (بالسويدية: Dan Eriksson)‏ (21 مايو 1947 - ) هو لاعب كرة يد السويد. شارك في الألعاب الأولمبية الصيفية 1972.

## وصلات خارجية
- دان أريكسون على موقع أوليمبيديا (الإنجليزية)
- دان أريكسون على موقع اللجنة الأولمبية السويدية (السويدية)